# Lesław Bodeński
Lesław Kazimierz Bodeński (ur. 14 marca 1905 w Łańcucie, zm. 28 grudnia 1982 w Neptune, w stanie New Jersey) – polski dyplomata, pierwszy dyrektor prekursora Sekcji Polskiej Radia Wolna Europa – rozgłośni Głos Wolnej Polski (1950–1951).

## Życiorys
Był absolwentem Gimnazjum im. Kazimierza Brodzińskiego w Tarnowie oraz Wydziału Prawa Uniwersytetu Jagiellońskiego (1927). Od 1928 był pracownikiem kontraktowym Ministerstwa Spraw Zagranicznych, w Departamencie Polityczno-Ekonomicznym. W latach 1931–1932 pełnił funkcję attaché konsularnego w Konsulacie RP w Strasburgu, w latach 1932–1935 tę samą funkcję pełnił w Konsulacie RP w Lyonie. W latach 1935–1939 kierował Referatem Prasy Polskiej MSZ. Od 1 sierpnia 1939 był pierwszym sekretarzem ds. prasowych Ambasady RP w Londynie, został odwołany jesienią 1939 na żądanie Augusta Zaleskiego, a przyczyną tego było przygotowanie przez ambasadę broszur wojennych Heroic Poland i The Big Three of Poland's Drama, poświęconej Józefowi Beckowi, Edwardowi Śmigłemu-Rydzowi i Ignacemu Mościckiemu.
W 1940 został wysłany do Portugalii jako delegat Poselstwa RP w Lizbonie ds. opieki nad polskimi uchodźcami w północnej części tego kraju, w latach 1941–1943 był kierownikiem Biura Prasowego Konsulatu Generalnego RP w Nowym Jorku, od sierpnia 1943 do lipca 1945 był pracownikiem cywilnym Biura Zastępcy Szefa Sztabu Naczelnego Wodza w Waszyngtonie, gdzie kierował referatem prasowo-politycznym.
Po II wojnie światowej pozostał w USA, do 1950 pracował w przemyśle. 1 maja 1950 został mianowany dyrektorem nowo utworzonej rozgłośni Głos Wolnej Polski, z siedzibą w Nowym Jorku (przekształconej później w Sekcję Polską Rozgłośni Wolna Europa). W sierpniu 1951 jego następcą został Stanisław Strzetelski. Od 1952 pracował w Komitecie Wolnej Europy, przeszedł na emeryturę w 1970.

## Odznaczenia
- Krzyż Kawalerski Orderu Odrodzenia Polski (3 maja 1981)[1].